# Russ Millard
Pour les articles homonymes, voir Millard.
Russ Millard, né le 1er mars 1973, à Bradenton, en Floride, est un ancien joueur américain de basket-ball. Il évolue au poste d'ailier fort.

## Palmarès
- Champion des Amériques 1997
- CBA All-Rookie Second Team 1997